# Manuel Sánchez García
Manuel Sánchez García (Osuna, 24 de marzo de 1996), más conocido como Manu Sánchez, es un futbolista español que juega de defensa en la A. D. Ceuta F. C. de la Segunda División de España.

## Trayectoria
Manu Sánchez debutó como sénior en el Cádiz C. F. "B" en Tercera División en la temporada 2014-15. En esa misma temporada tuvo participación con el primer equipo en Segunda División B. En el Cádiz B permaneció hasta la temporada 2017-18, pese a que en la primera mitad de temporada estuvo cedido en el Club Deportivo El Ejido 2012 de Segunda B.
En 2018 fichó, también como cedido, por el Sevilla Atlético de la Segunda B. En el Sevilla Atlético disputó 29 partidos en los que marcó 3 goles.

### Tondela
En 2019 abandonó definitivamente el Cádiz para fichar por el club de la Primeira Liga portuguesa C. D. Tondela. Tras no tener oportunidades en el Tondela, se marchó cedido al Rayo Majadahonda de la Segunda División B española en el mercado de invierno de la temporada 2019-20.

### Rayo Majadahonda
El 16 de septiembre de 2020, y tras desvincularse del Tondela, fichó, de manera definitiva, por el Rayo Majadahonda de la Segunda División B.

## Clubes
| Club                            | País     | Año       |
| ------------------------------- | -------- | --------- |
| Cádiz C. F. "B"                 | España   | 2015-2019 |
| C. D. El Ejido 2012 (cedido)    | España   | 2017-2018 |
| Sevilla Atlético (cedido)       | España   | 2018-2019 |
| C. D. Tondela                   | Portugal | 2019-2020 |
| C. F. Rayo Majadahonda (cedido) | España   | 2020      |
| C. F. Rayo Majadahonda          | España   | 2020-2021 |
| Unionistas de Salamanca C. F.   | España   | 2021-2022 |
| C. D. Castellón                 | España   | 2022-2024 |
| Górnik Zabrze                   | Polonia  | 2024-2025 |
| Levante U. D.                   | España   | 2025      |
| A. D. Ceuta F. C.               | España   | 2025-     |